# Ахматовский район
Ахматовский район (до декабря 2020 года — Ленинский) — внутригородской район города Грозного.

## История

### В древности
В экспедиции в Ахматовском районе Грозного были исследованы 24 погребения курганного могильника, которые отнесены учёными к разным периодам эпохи бронзы и сарматскому времени. Курганный могильник «Родина—1» был сооружён в первой половине 3-го тысячелетия до н. э. Могильник использовался с раннебронзового века до эпохи средней бронзы. Часть из погребений относятся к сапматскому времени (II век до нашей эры — I век нашей эры). Погребальные сооружения представлены ямами и катакомбами. Помимо керамических сосудов, стеклянных и каменных бус, золотой подвески обнаружены и другие находки:
- кинжал с прямым перекрестием и кольцевым навершием — не ранее второй половины II века до н.э.
- бронзовая фибула — I—III века н.э.

### Новое время
8 августа 1938 года образован как Молотовский район. 12 сентября 1957 года переименован в Ленинский район. После опроса населения, 29 декабря 2020 года Грозненская городская дума приняла решение о переименовании Ленинского района в Ахматовский.

## Население
| 1959    | 1970     | 1979     | 1989     | 2002     | 2009    | 2010    |
| ------- | -------- | -------- | -------- | -------- | ------- | ------- |
| 82 962  | ↗101 937 | ↗128 057 | ↗138 590 | ↘55 311  | ↗61 919 | ↗81 520 |
| 2012    | 2013     | 2014     | 2015     | 2016     | 2017    | 2018    |
| ↗82 596 | ↗82 665  | ↗83 046  | ↗84 297  | ↗85 901  | ↗87 618 | ↗90 038 |
| 2019    | 2020     | 2021     | 2023     | 2024     |         |         |
| ↗91 736 | ↗92 369  | ↗97 031  | ↗105 542 | ↗106 615 |         |         |

Национальный состав
По итогам переписи населения 2020 года проживали следующие национальности (национальности менее 0,1 % и другое см. в сноске к строке «Другие»):
| Национальность | Численность, чел. | Доля     |
| -------------- | ----------------- | -------- |
| Чеченцы        | 90 209            | 92,97 %  |
| Русские        | 3390              | 3,49 %   |
| Кумыки         | 515               | 0,53 %   |
| Табасараны     | 398               | 0,41 %   |
| Лезгины        | 391               | 0,40 %   |
| Азербайджанцы  | 363               | 0,37 %   |
| Аварцы         | 329               | 0,34 %   |
| Ингуши         | 174               | 0,18 %   |
| Даргинцы       | 158               | 0,16 %   |
| Казахи         | 116               | 0,12 %   |
| Другие         | 988               | 1,03 %   |
| Итого          | 97 031            | 100,00 % |

## Описание
Расположен в центральной и северной частях Грозного. С западной стороны Ахматовский район граничит со Висаитовским районом, с юго-западной стороны — Шейх-Мансуровским районом, с южной стороны — Байсангуровским районом, с восточной — Грозненским сельским районом Чеченской Республики.

## Территориальное деление района

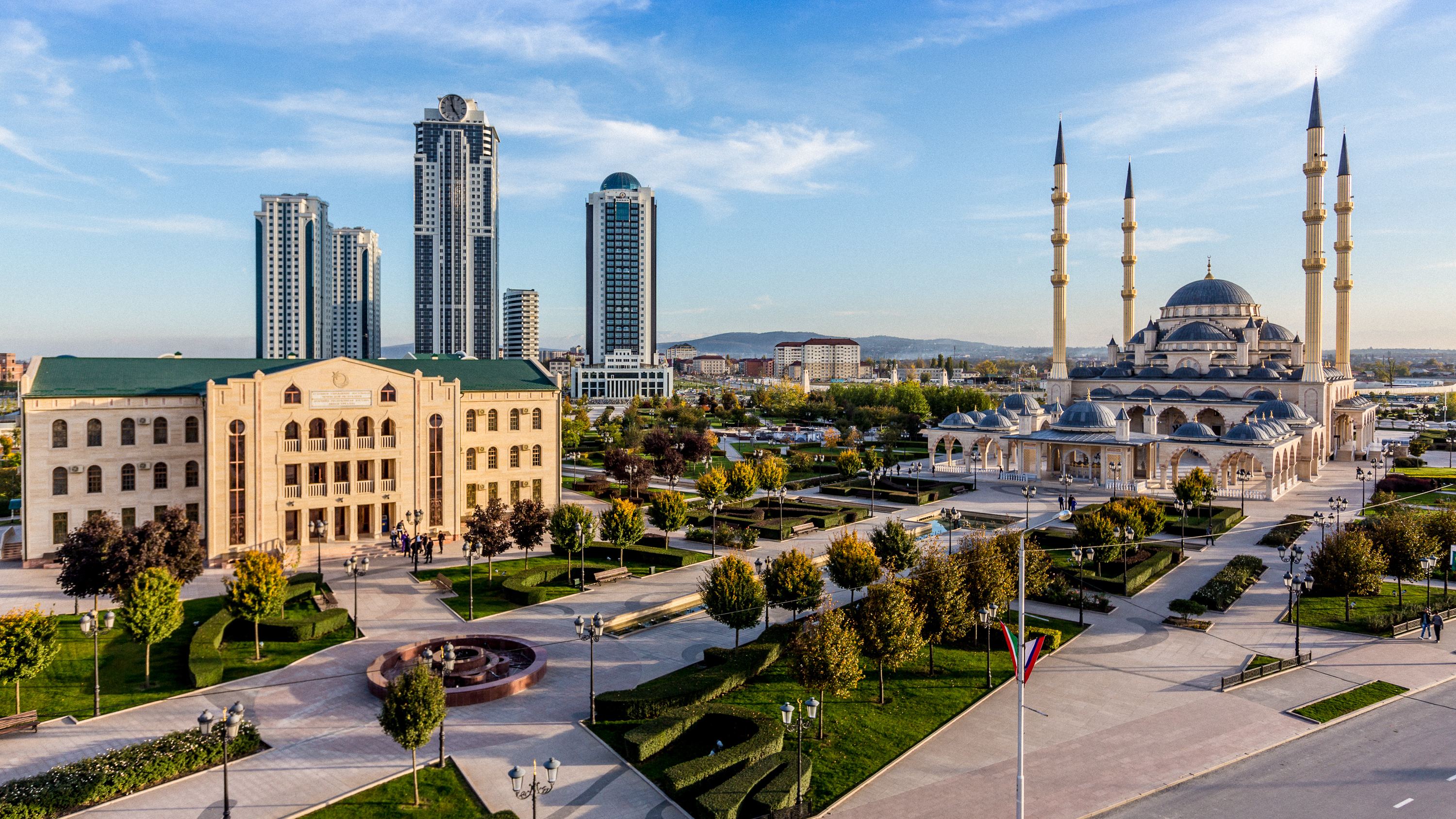
Площадь им. Ахмата Кадырова

Район включает микрорайоны и внутригородские посёлки (отдалённые микрорайоны):
- Центр[27]
- комплекс Грозный-Сити-I
- комплекс Грозный-Сити-II
- микрорайон № 1
- микрорайон № 2
- микрорайон № 3
- микрорайон № 4
- микрорайон № 6
- посёлок Родина
- посёлок Калинина (посёлок Маас)
- посёлок Алхан-Чурт
- посёлок Старая Сунжа
- посёлок Бароновка (ранее Красная слободка, также Хажи-Эвла)
- посёлок Башировка
- микрорайон Ипподромный
- посёлок РТС